# Paratamboicus riedeli
Paratamboicus riedeli is een hooiwagen uit de familie Sclerosomatidae.